# NGC 1765
NGC 1765 é uma galáxia lenticular (SB0) localizada na direcção da constelação de Dorado. Possui uma declinação de -62° 01' 40" e uma ascensão recta de 4 horas, 58 minutos e 24,3 segundos.
A galáxia NGC 1765 foi descoberta em 26 de Dezembro de 1834 por John Herschel.